# Новосельцев, Иван Петрович
Иван Петрович Новосельцев (род. 23 января 1979, Краснознаменск) — российский хоккеист.

## Карьера
Занимался хоккеем с 9 лет. В 1995 году начал выступления в составе «Крыльев Советов», проведя в главной команде 33 игры.
После драфта НХЛ 1997 года выехал за океан. Два сезона провёл в лиге Онтарио. Проведя более 130 игр в составе «Сарния Стинг», в 1999 году дебютировал в НХЛ. В составе «Флорида Пантерз» провёл 217 игр.
На чемпионате мира 2003 года выступал в составе сборной России, занявшей пятое место.
30 декабря 2003 года был обменян в «Финикс Койотис», уже 16 января в матче с «Детройтом» получил сотрясение мозга. За «Финикс» провёл всего 17 игр и на правах свободного агента вернулся в Россию. Выступал в нескольких командах высшего дивизиона.
В 2010 году завершил игровую карьеру. Работает детским тренером в Одинцово.